# Salvatore Ganacci

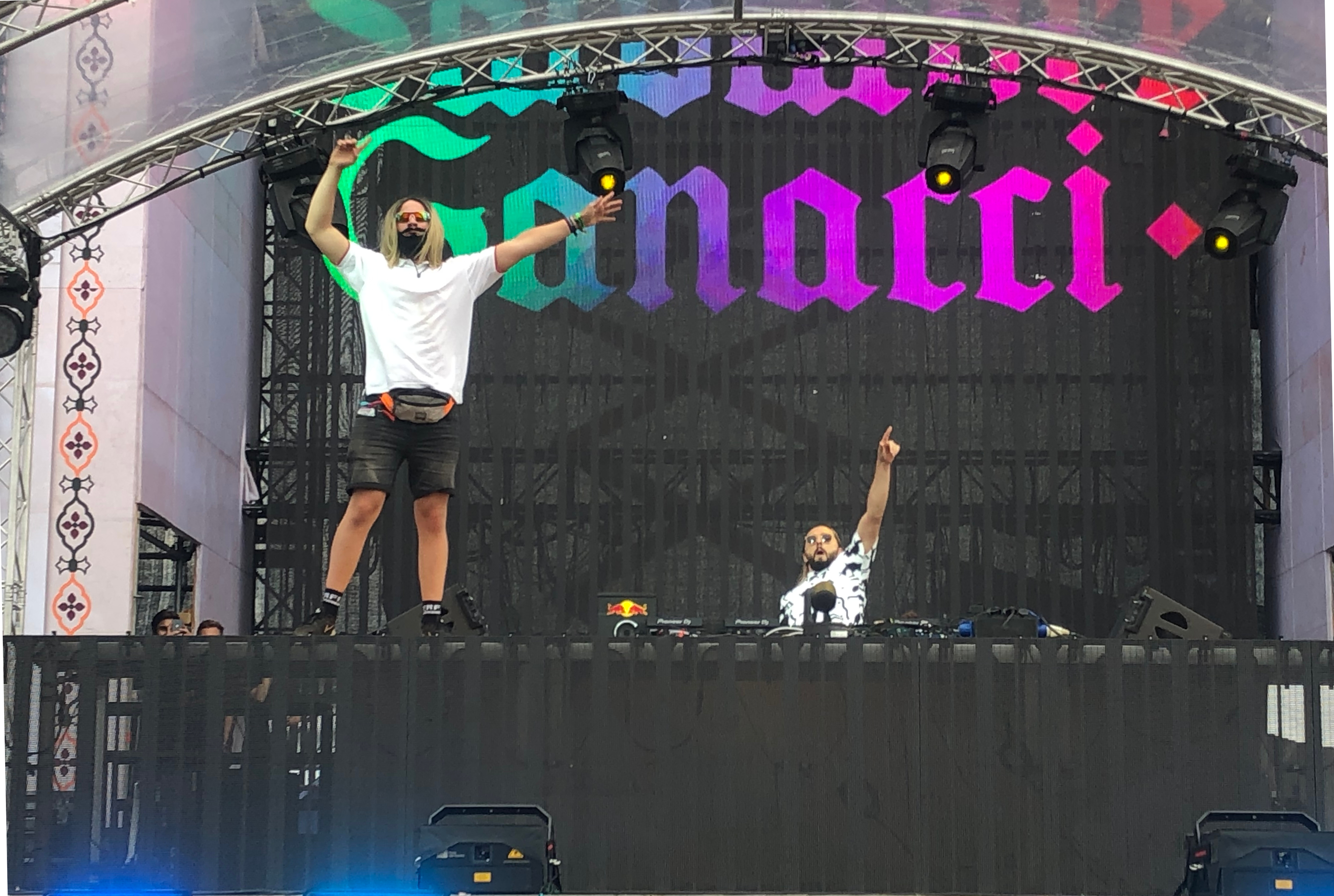
Salvatore Ganacci beim Airbeat One Festival 2019 (rechts)

Salvatore Ganacci (* 29. Juli 1986 in Sarajevo, Jugoslawien, bürgerlich Emir Kobilić) ist ein schwedisch-bosnischer EDM-Musikproduzent und DJ.

## Karriere
Emir Kobilić wurde in der damaligen Sozialistischen Föderativen Republik Jugoslawien geboren und ließ sich in Stockholm nieder. Er begann 2010 ein Studium an der Songwriter-Akademie Musikmakarna in Örnsköldsvik. 2013 erschien seine Debütsingle. 2015 unterschrieb er einen Plattenvertrag bei Sebastian Ingrossos Label Refune. Es folgten eine Reihe von internationalen Festivalauftritten, darunter beim Tomorrowland, Electric Love, Ultra Music Festival, Parookaville oder dem Sunburn Festival. Er erregte durch seine Tanzeinlagen und Ansagen Aufmerksamkeit in der Musikszene.

## Diskografie

### Soloalben
- 2022: Culturally Appropriate

### Singles
- 2013: The City is Mine (mit Garmiani)
- 2014: Fresh (mit Jillionaire feat. Sanjin)
- 2015: Money (mit Mad Decent)
- 2015: Money In My Mattress (mit Trinidad James)
- 2015: Can’t Hold Us Down (mit Axwell Λ Ingrosso feat. Pusha T & Silvana Imam)
- 2016: Dive (feat. Enya & Alex Aris)
- 2016: Nah Tell Dem (mit Sanjin & Major Lazer)
- 2016: Flags! (mit Sebastian Ingrosso & Liohn)
- 2017: Coca Cola
- 2017: Imagine
- 2017: Way back Home (feat. Sam Grey)
- 2017: XL (mit Bro Safari & Dillon Francis)
- 2017: Ride It (mit Sebastian Ingrosso feat. Bunji Garlin)
- 2017: Talk
- 2017: Imagine
- 2018: Motorspeed 300km/h (feat. Sanjin)
- 2018: Kill A Soundboy (feat. Nailah Blackman)
- 2018: Jook It (mit Tujamo feat. Richie Loop)
- 2019: Cake (mit Megatone)
- 2019: Horse
- 2020: Boycycle (feat. Sébastien Tellier)
- 2020: Heartbass (feat. Tommy Cash)
- 2020: Interest in Sport
- 2021: Step-Grandma
- 2021: Fight Dirty
- 2021: Can you speak English
- 2022: Take Me To America
- 2023: Sexy Narkoman / Your Mother

### Remixe
- 2013: Inna – Be My Lover
- 2014: Tove Styrke – Borderline
- 2014: I See Monstas – Circles
- 2014: Alesso feat. Tove Lo – Heroes
- 2014: Afrojack feat. Snoop Dogg – Dynamite (mit Jillionaire)
- 2015: Dada Life – Tonight We’re Kids Again
- 2015: Loreen – Paperlight Revisited
- 2016: Rebecca & Fiona – Sayonara
- 2016: Chase & Status feat. Tom Grennan – All Goes Wrong
- 2018: Swedish House Mafia & Knife Party – Antidote
- 2019: Neversea – Așa sunt zilele mele (mit Adrian Minune)
- 2022: The Weeknd - How Do I Make You Love Me? (Sebastian Ingrosso & Salvatore Ganacci Remix)
- 2022: Balqees - Entaha (Salvatore Ganacci MDLBEAST Remix)
- 2024: Nancy Ajram - Ah W Noss (Salvatore Ganacci MDLBEAST Remix)